# Burrell Collection

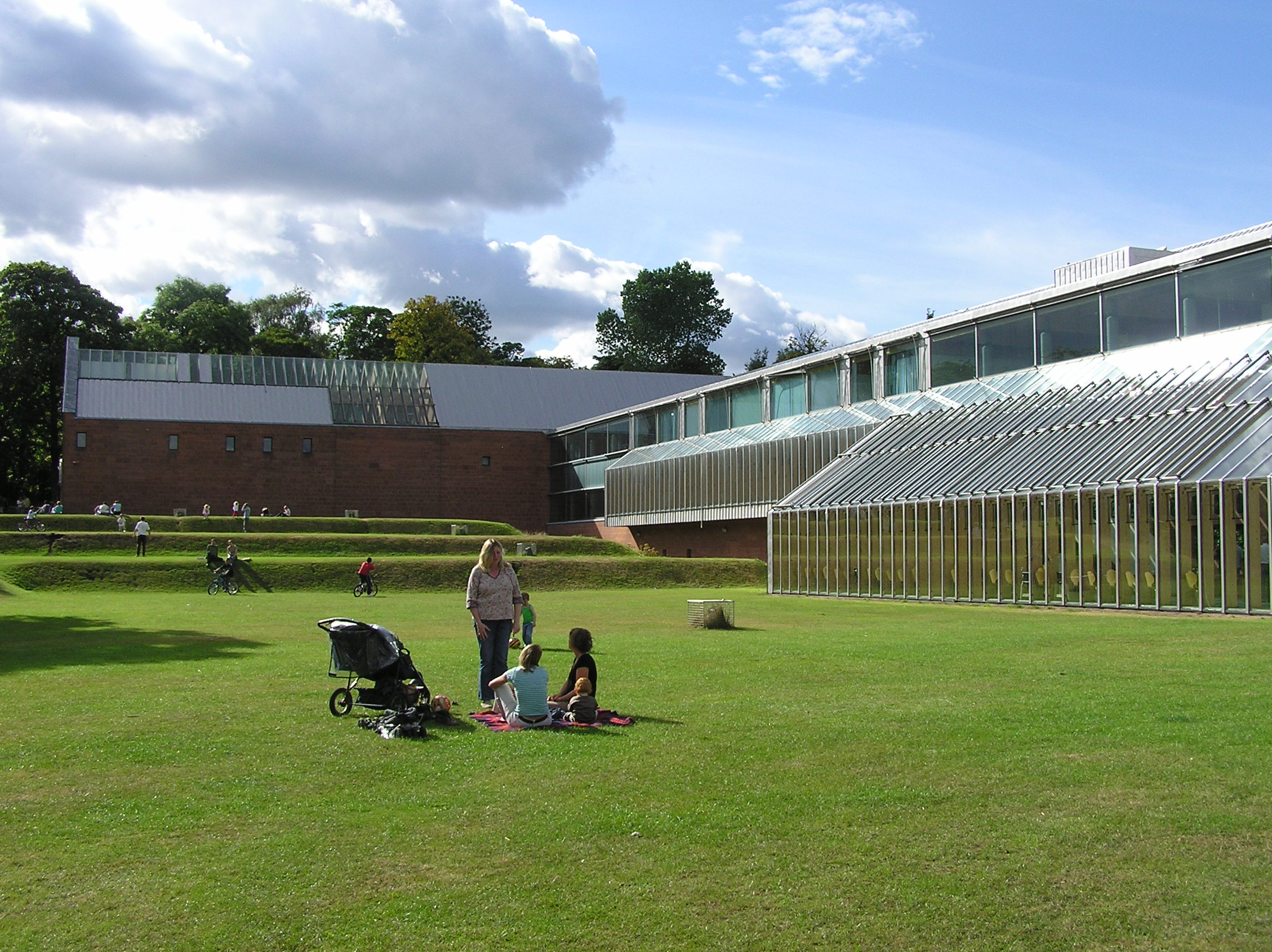
Gebäude der Burrell Collection

Die Burrell Collection ist eine ursprünglich private Kunstsammlung mit über 8.500 Exponaten, die von dem schottischen Unternehmer Sir William Burrell 1944 seiner Heimatstadt Glasgow geschenkt wurde. Die Sammlung umfasst Wandteppiche, Glas, Keramik, Skulpturen und Gemälde aus Europa und fernöstlichen Ländern.
Für die Burrell Collection wurde ein eigenes Museum errichtet und 1983 eingeweiht. Es befindet sich im Pollock Country Park, einige Kilometer südlich des Glasgower Stadtzentrums. Im gleichen Park, nur 10 Gehminuten entfernt, gibt es mit dem Pollock House eine weitere hochkarätige Kunstsammlung mit Gemälden spanischer Meister (Goya, El Greco, Murillo).
Am 29. März 2022 wurde das Museum nach einer 6-jährigen Renovierung und Umgestaltung, die knapp 70 Millionen Pfund kostete, wiedereröffnet. König Charles III kam zur offiziellen Einweihung der neuen Ausstellung im Oktober 2022. Von Ende März bis zum Jahresende 2022 besuchten rund 483.000 Personen die Sammlung. 2024 betrug die Besucherzahl etwa 556.000 Personen. Im Juli 2023 wurde die Burrel Collection vom britischen Art Fund als Museum des Jahres ausgezeichnet.

## Kunstsammlung
Zu den Exponaten der Gemäldesammlung gehören Werke der Renaissance wie eine Darstellung der Jungfrau mit Kind und zwei musizierenden Engeln von Alberto Piazza da Lodi und eine Jungfrau mit Kind von Giovanni Bellini. Hinzu kommen die Gemälde Ecce Homo der nordniederländischen Schule, Die Verkündigung von Marcellus Coffermans, eine Judith mit dem Kopf des Holofernes von Lucas Cranach dem Älteren sowie ein Engel der Verkündigung und ein Urteil des Paris der französischen Schule des ausgehenden 15. Jahrhunderts. Im Bereich der niederländischen Barockmalerei gibt es ein Selbstporträt des jungen Rembrandt van Rijn, den Innenraum der Oude Kerk in Delft von Hendrick Cornelisz. van Vliet und ein Stillleben mit Kerze und Briefen von Evert Collier. Hinzu kommen Werke französischer Maler wie das Tierporträt Der Hund von Jean-Baptiste Oudry, das Stillleben Der Rochen und das Stillleben mit Tonkrug, drei Eiern und Melonenstück von Jean Siméon Chardin. Die britische Barockmalerei ist mit zahlreichen Porträts in der Sammlung vertreten. So gibt es Beispiele englischer Künstler wie das Bildnis Mrs Ann Lloyd von William Hogarth, das Porträt Richard Brindsley Sheridan von George Romney und die Darstellung Mary Moneypenny von Thomas Hudson. Hinzu kommt das Damenporträt Antonina Willoughby des irisch-englischen Malers Nathaniel Hone. Die schottische Malerei ist vertreten durch das Porträt einer Dame in Weiß von William Denune und eine Gruppe von Werken von Henry Raeburn. Hierzu zählen die Bildnisse William Frobes of Pitsligo, Colonel Bowes, Miss Macartney und Henry MacKenzie.

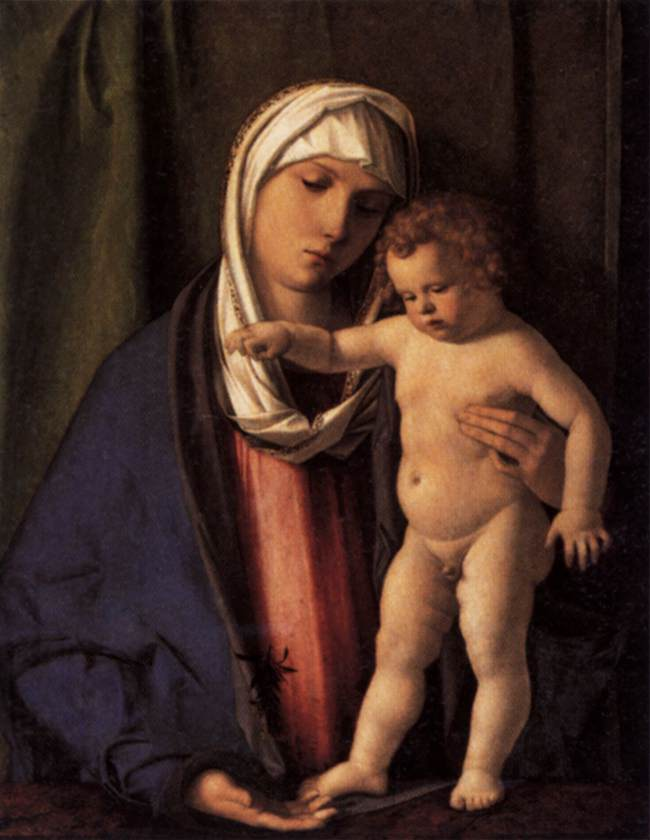
Giovanni Bellini: Jungfrau mit Kind, um 1485–1488
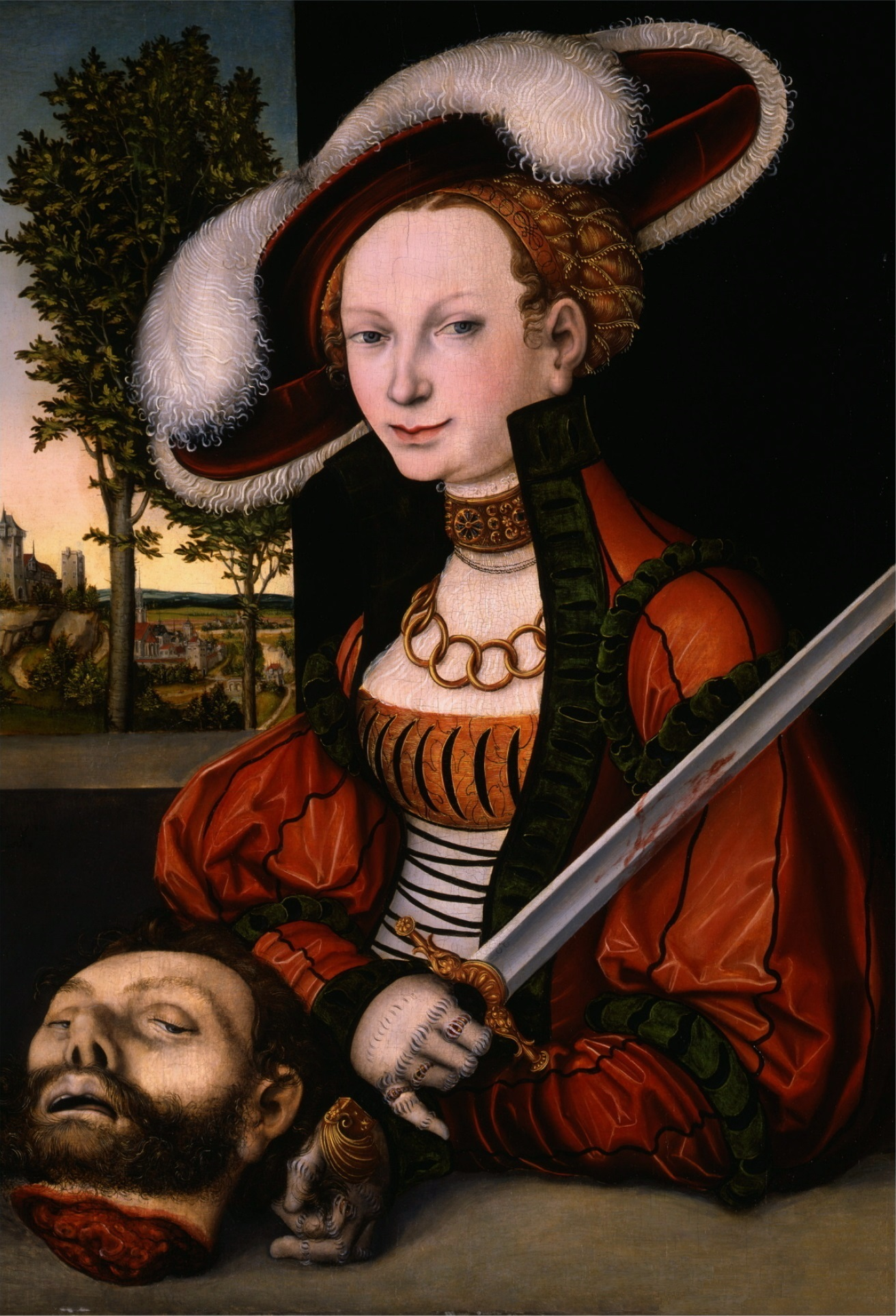
Lucas Cranach der Ältere: Judith mit dem Haupt des Holofernes, 1530
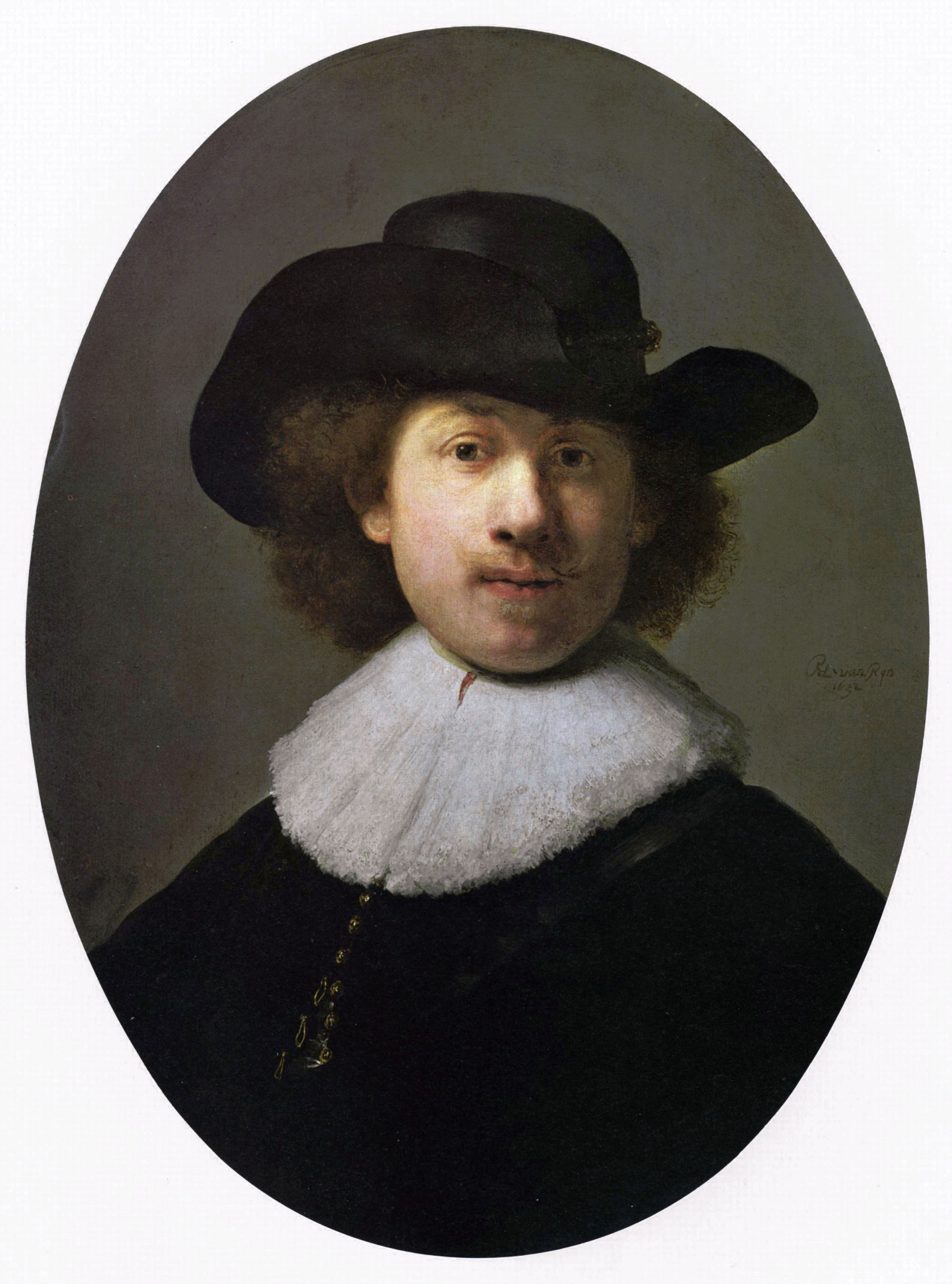
Rembrandt: Selbstporträt, 1632
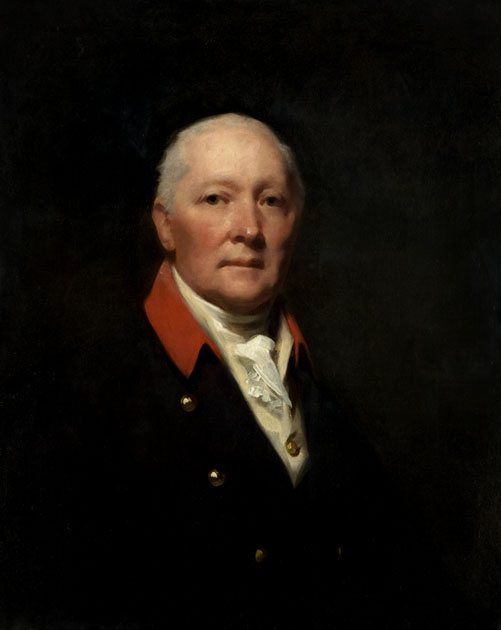
Henry Raeburn: Colonel Bowes, Ende 18. Jahrhundert

Besonders umfangreich ist die Sammlung mit Gemälden des 19. Jahrhunderts. Hierzu gehören Werke der Haager Schule wie die beiden an der Nordsee entstandenen Bilder Scheveningen und Fuhrwerk am Strand von Anton Mauve. Hinzu kommen zahlreiche Werke der Brüder Maris. So gibt es von Willem Maris das Jagdstillleben Toter Vogel und ein mit Wasservögeln bevölkertes Landschaftsbild Enten. Von Jacob Maris befinden sich in der Sammlung die beiden Kinderporträts Mädchen mit Ziege und Mädchen mit Pfauenfedern, die Landschaftsbilder Bewölkter Himmel und Boote am Strand sowie die Standansichten Dordrecht, Erinnerung an Dordrecht und Amsterdam. Von Matthijs Maris gibt es das religiöse Bild Die Jungfrau von Shalott, das Genremotiv Die Gefangenen, die Stadtansicht Montmartre, das Landschaftsbild Der Teich und ein Stillleben Rosen. Hinzu kommen die Mädchendarstellungen Kind mit Zitrone, Mädchen mit kastanienbraunem Haar, Lesende Mädchen, Schmetterlinge, Die Träumerin, Die Schönheit, Dunkle Schönheit und Die Schwestern.
Die französische Malerei des 19. Jahrhunderts ist mit einer großen Zahl von Werken in der Burrell Collection vertreten. Von Théodore Géricault gibt es die Gemälde Tänzelnder Schimmel und Der Gardetrompeter, von Jean-Baptiste Camille Corot die Arbeiten Porträt einer Frau, Bauernhaus Fontainebleau und Schiffe und von Jean-François Millet die Bilder Frau, beim Strumpfanziehen und Schafhirtin. Hinzu kommen von Thomas Couture das Porträt Ein Freiwilliger, von Johan Barthold Jongkind die Stadtansicht Paris, Abrissarbeiten an der Rue des Francs-Bourgeois und von Charles-François Daubigny die Landschaftsbilder Château Gaillard, die Seine bei Roche Guyon, Landschaft mit einer Mühle und Landschaft mit Rind.

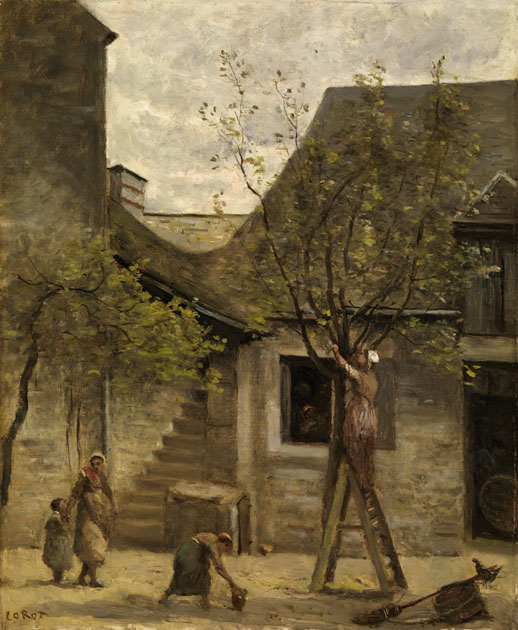
Jean-Baptiste Camille Corot: Bauernhaus Fontainebleau, um 1865–1873

Von mehreren Malern besitzt die Burrell Collection kleine Werkgruppen. Hierzu gehört Gustave Courbet, der mit den Stillleben Lilie und Levkojen, Früchtestillleben mit Birnen und Granatäpfel, dem Landschaftsbild Die Wäscherinnen, dem Genremotiv Nächstenliebe eines Bettlers bei Ornans sowie dem Bildnis Frau mit Sonnenschirm, Mademoiselle Aubé de la Holde vertreten ist. Von Honoré Daumier gibt es die Gemälde Der barmherzige Samariter, Die Last, Don Quijote, Der Müller, sein Sohn und der Esel, Der Drucke-Sammler und die Ölskizzen Badende und Susanna und die Alten. Weiterhin besitzt die Burrell Collection von Henri Fantin-Latour zwei Stillleben mit dem Titel Drei Pfirsiche, ein weiteres Bild Korb mit Pfirsichen, Blumenstillleben Chrysanthemen, Frühlingsblumen und Winterblumen sowie die Ölskizze Die Badende. Von den für Eugène Boudin typischen Hafenansichten besitzt die Sammlung die Werke Holländischer Kanal, Deuville, der Hafen, Großes Segelschiff im Hafen, Die Mole von Trouville, Der Hafen von Portrieux bei Ebbe und Trouville, die Mole bei Ebbe. Hinzu kommen Kaiserin Eugenie am Strand von Trouville, zwei Genreszenen Waschfrauen am Ufer des Flusses Touques und die Stadtansichten Der alte Fischmarkt in Brüssel und Eine Straße in Caudebec-en-Caux.

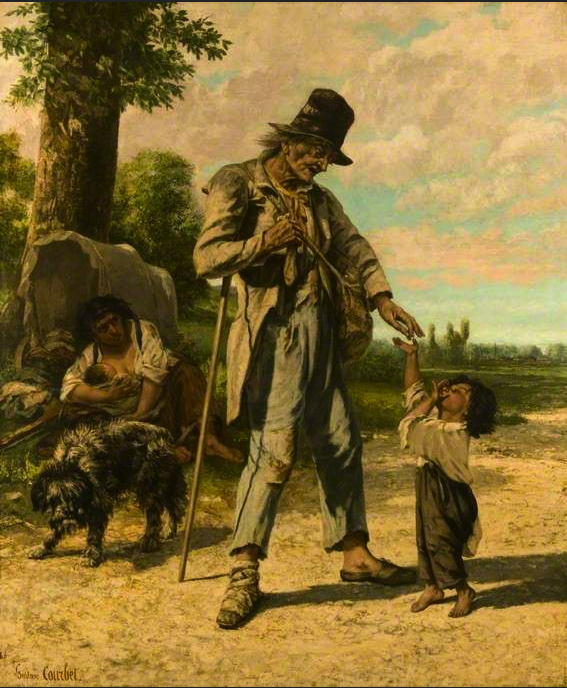
Gustave Courbet: Nächstenliebe eines Bettlers bei Ornans, 1868
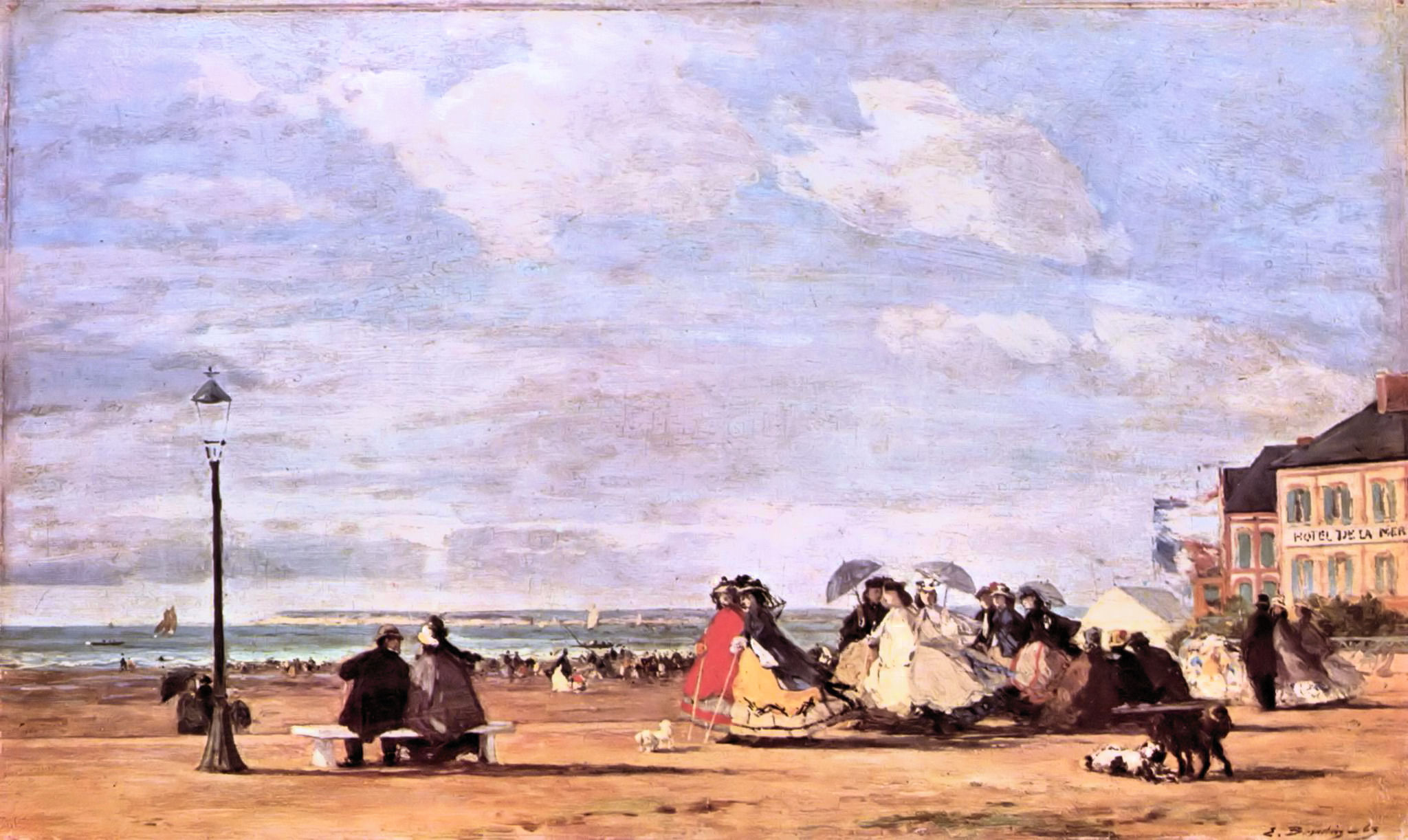
Eugène Boudin: Kaiserin Eugenie am Strand von Trouville, 1863

Darüber hinaus gehören zur Sammlung eine Reihe von Stillleben von François Bonvin. Im Einzelnen sind dies die Arbeiten Stillleben mit Wild, Stillleben mit Glas, Birnen und Messer, Stillleben mit Käse, zwiebeln, Fisch und Messer, Stillleben mit Austern, Weinflasche und einem Weinglas, Stillleben mit Kupfertopf, Stillleben mit Gemüse und Kochgeschirr, Stillleben mit Tabakgefäß und Pfeife, Stillleben mit Buch und Tintenfass und die Werke Austern, Die Violine und Die Krähe. Vom selben Maler besitzt das Museum zudem ein Motiv Frau am Spinett und das Hundeporträt Miss. Eine weitere Werkgruppe in der Sammlung stammt von Augustin Théodule Ribot. Von gibt es seine typischen Genrefiguren wie Der Musiker, Der alte Fischer, Die Rosenverkäuferin, Die wissbegierige Dienerin, Mutter und Tochter, Der Buchhalter, Die Köche und Das Blumenmädchen. Hinzu kommt ein Stillleben mit Früchten, Feigen und Aprikosen. Auch von Adolphe Monticelli gibt es in der Sammlung einen größeren Gemäldebestand. Zu sehnen sind seine Landschaftsbilder Im Wald, Waldszene mit Tanzenden, Im Park spielende Kinder, Die Schlucht, Herbst auf dem Acker, Alfresco, Der Harfenspieler, Szene aus Decameron, Ländliches Fest, Waldlichtung und Frauen in einer Lichtung nahe einer Venusstatue. Weiterhin gibt es von ihm eine Marktszene in Marseille.

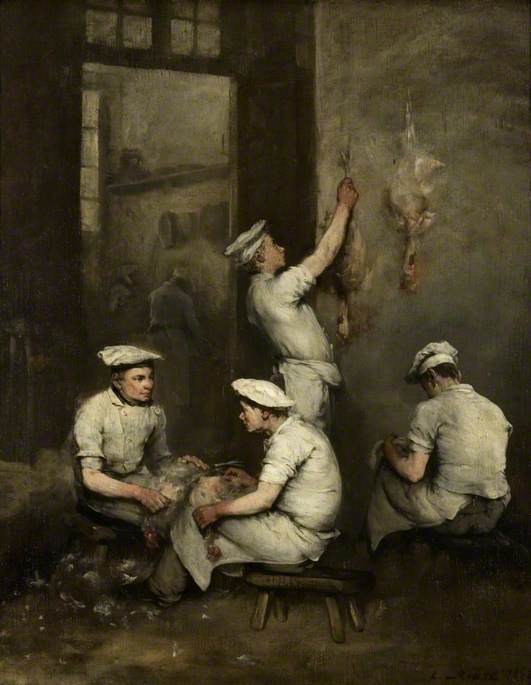
Augustin Théodule Ribot: Die Küche, 1862

Zu den bekanntesten Werken der Burrell Collection gehören Bilder des französischen Impressionismus. Hierzu gehören von Édouard Manet die Stillleben Rosen in einem Champagnerglas und Der Schinken, das Pastellbildnis Marie Colombier und die ebenfalls in Pastell ausgeführten Caféhausszenen A Café, Place du Théâtre-Français und Biertrinkende Frauen. Von Edgar Degas gibt es die Gemälde Der Probensaal, Im Tuileriengarten, Frau mit Sonnenschirm, Frau mit Fernglas und Pferd, an einem Baum angebunden. Von Degas finden sich zudem die mehrere Pastellbilder mit Tänzerinnen, dazu kommen Motive wie Beim Juwellier, Frau bei ihrer Toilette, Frau beim Waschen, Frauen in der Theaterloge, Jockey im Regen und die Gouache Porträt Edmond Duranty. Des Weiteren gibt es die Landschaftsbilder Uhrenturm von Noisy-le-Roi, Herbst von Alfred Sisley und Château Medan von Paul Cézanne. Weiter Werke französischer Künstler sind Der Schnee, Das beleuchtete Fenster und Felsige Bucht bei Mondschein von Henri Le Sidaner sowie Frau an einem Tisch von Charles Bargue.

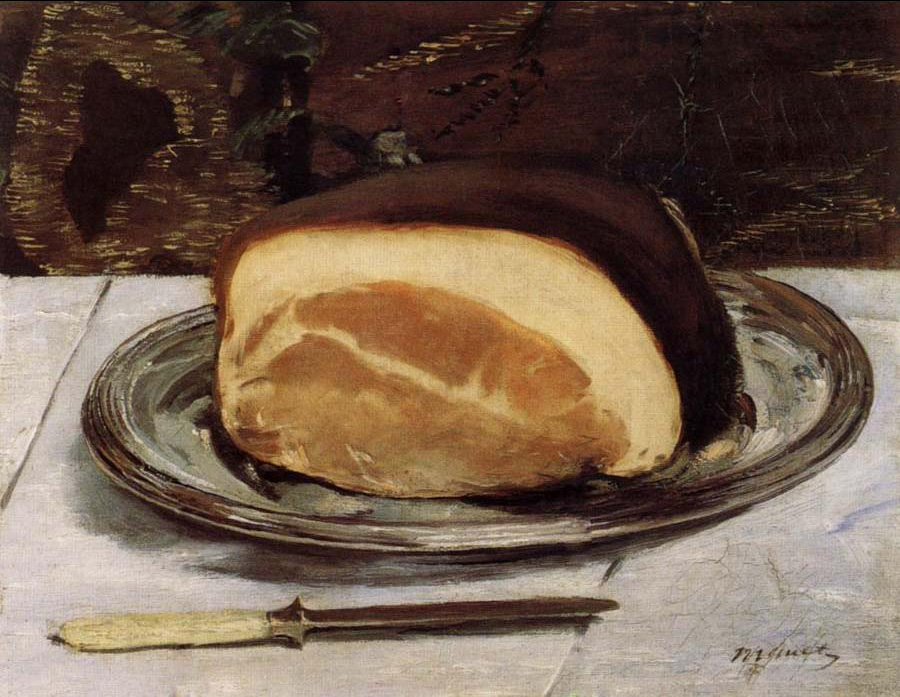
Édouard Manet: Der Schinken, um 1875–1880
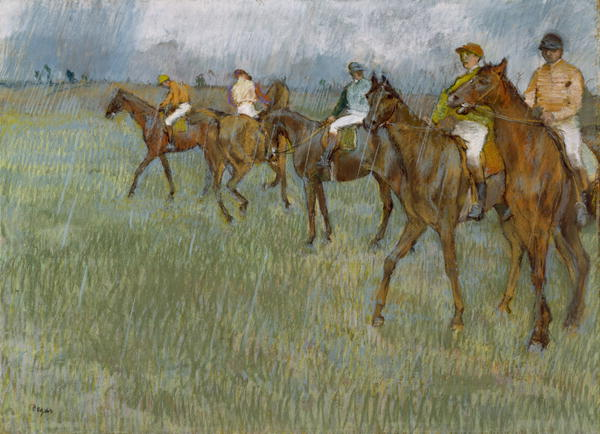
Edgar Degas: Jockeys im Regen, 1886
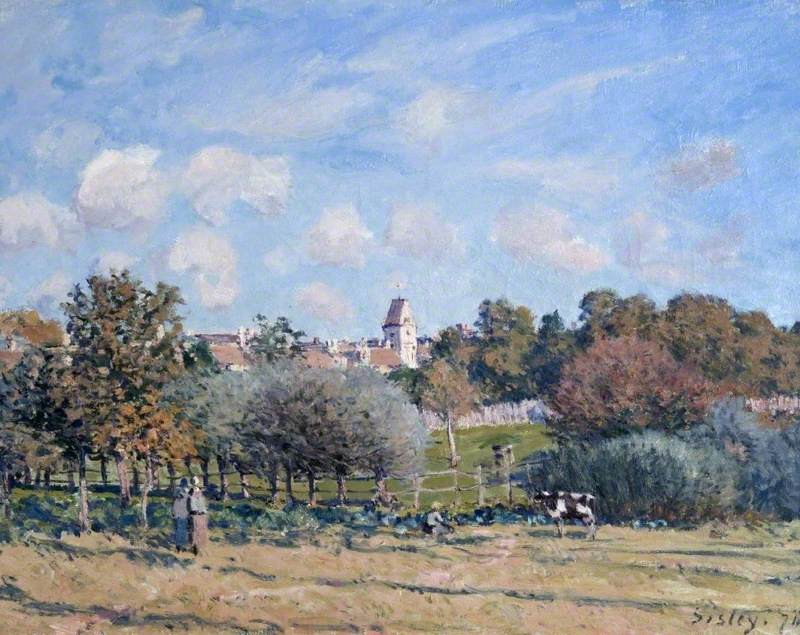
Alfred Sisley: Uhrenturm von Noisy-le-Roi, Herbst, 1874
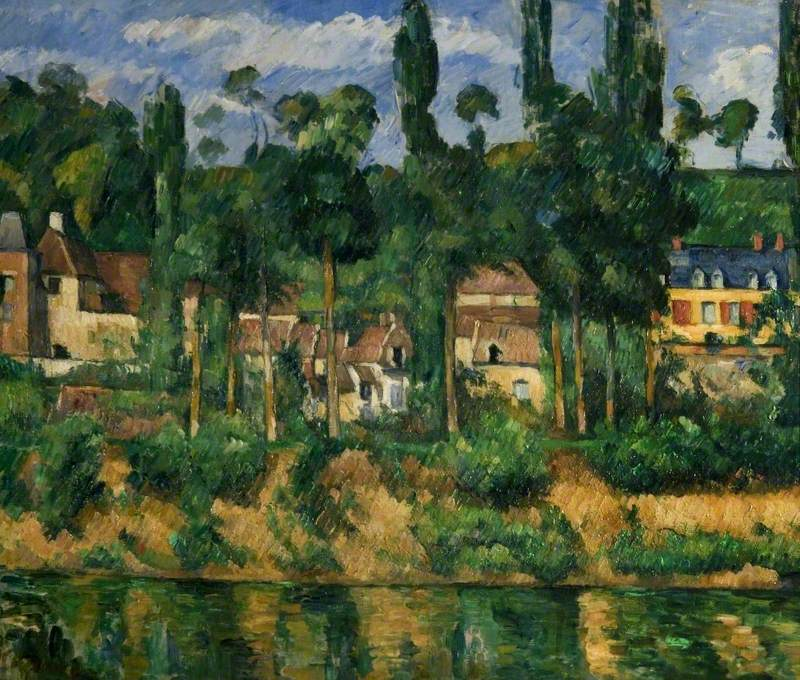
Paul Cézanne: Château Medan, 1880

Weiterhin gibt es in der Sammlung Gemälde britischer Künstler des 19. Jahrhunderts. Hierzu gehören Werke schottischer Maler wie Frühjahrstanz von Edward Atkinson Hornel, eine Landschaft von Grosvenor Thomas, das Damenbildnis Japanese Lady with a Fan von George Henry und das Porträt Das Mädchen in Weiß, das Stillleben Coffee and Liqueur und zwei Rosenblumensträuße von Samuel Peploe. Hinzu kommen die Gemälde Landscape with Clouds und Don Saltero's Walk des Engländers Cecil Gordon Lawson und das Porträt Miss Mary Burrell von John Lavery. Ebenfalls in der Sammlung finden sich Werke amerikanischer Künstler, die in Europa entstanden sind, wie Die Themse von Henry Muhrman und Nocturne: Grey and Gold - Westminster Bridge von James McNeill Whistler.

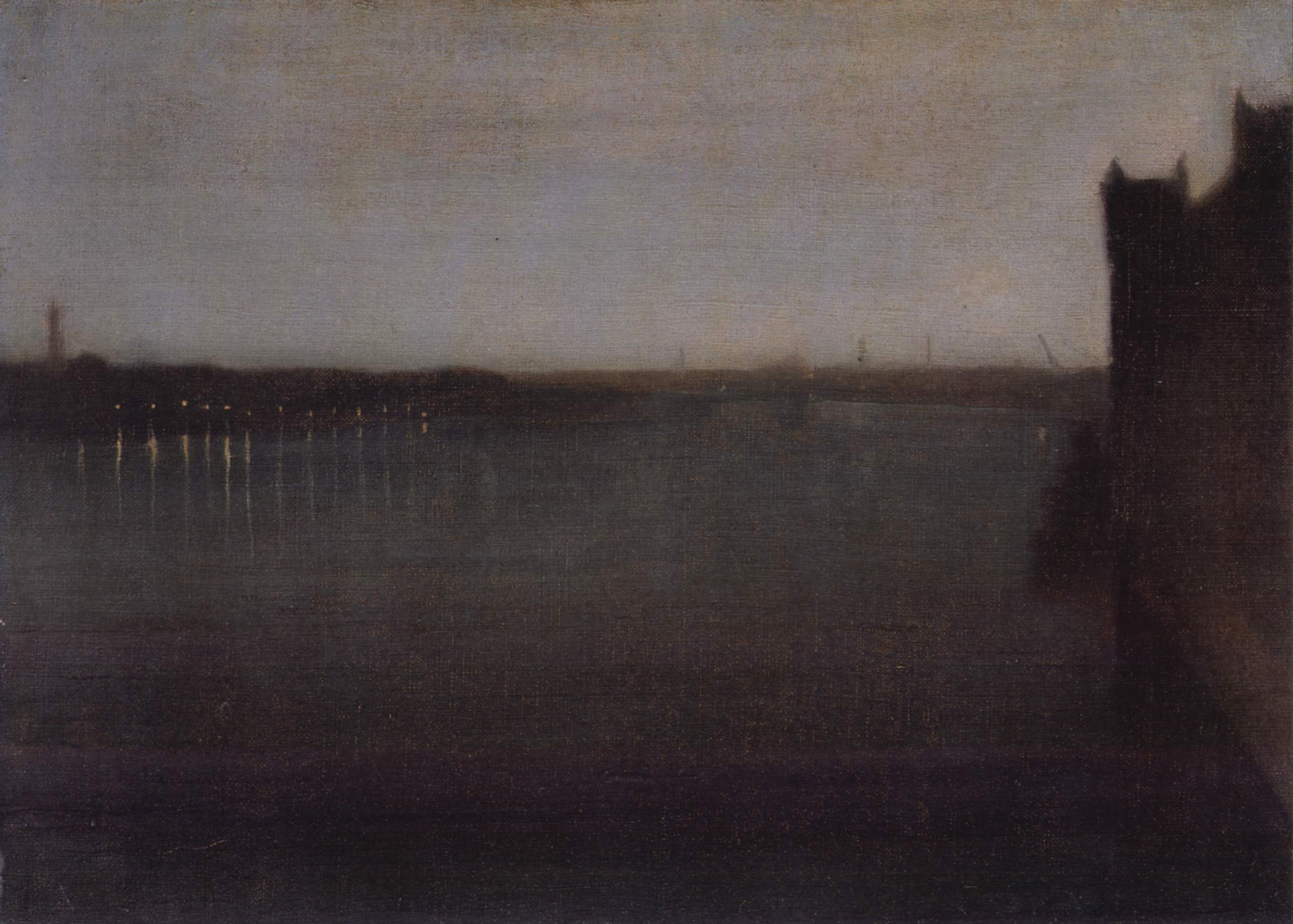
James Abbot McNeill Whistler: Nocturne: Grey and Gold - Westminster Bridge, um 1871–1874